# Svetovno prvenstvo v podvodnem hokeju 1984
Svetovno prvenstvo v podvodnem hokeju 1984 je potekalo v Chicagu (Illinois, ZDA).

## Rezultati

### Moški
1. Avstralija
2. Nizozemska
3. Združeno kraljestvo
4. ZDA

### Ženske
1. Avstralija
2. Nova Zelandija
3. ZDA
4. Kanada